# Імангулієва Аїда Насир-кизи
Аїда Насир кизи Імангулієва (азерб. Aida Nəsir qızı İmanquliyeva, 10 жовтня 1939, Баку, Азербайджанська РСР — 19 вересня 1992, Баку, Азербайджан) — азербайджанська арабістка, докторка філологічних наук (1989), професорка. Перша жінка-доктор сходознавства.
Її батько, відомий журналіст, педагог, заслужений діяч науки — Насір Імангулієв був одним із засновників азербайджанської преси, тривалий час редактором газет «Баки» та «Баку». Вона є матір'ю нинішньої першої леді Азербайджану і нинішньої віцепрезидентки Азербайджану Мехрібан Алієвої.

## Життєпис
Народилася 10 жовтня 1939 року в Баку у високоосвіченій родині.. У 1957 році закінчила школу № 132 Баку із золотою медаллю. У 1957 році вступила до Азербайджанського державного університету імені С. М. Кірова. У 1962 році після закінчення арабської філології кафедри сходознавства удосконаленого відділу літератури Близького Сходу цього ж університету.
Продовжила освіту та наукову роботу в Інституті народів Азії колишньої Академії наук СРСР, де в 1966 році отримала ступінь докторки арабської філології.
У 1966 році після захисту дисертації Аїда Імангулієва почала працювати в Інституті сходознавства Академії наук Азербайджану — молодшим науковим співробітником (1966), старшим науковим співробітником (1973), завідувачкою кафедри арабської філології (1976), заступницею директора за науково-дослідні роботи (1988). З 1991 року до кінця життя працювала директоркою Інституту сходознавства Академії наук Азербайджану.
У 1989 році вона успішно захистила другу докторську дисертацію в Тбілісі, Аїда Імангулієва стала першою жінкою-доктором сходознавства і незабаром їй було присвоєно науковий ступінь професора саме цієї спеціальності.

## Творчість
Аїда Імангулієва — авторка 3 монографій («Михайл Нуайме і Ліга Пен», М. 1975, «Губран Халіл Губран», Б. 1975, «Корифеї нової арабської літератури», Б. 1991), понад 70 наукових праць. орієнтувався на східні літератури. Була членкинею, заступницею голови та головою Комітету оборони за профілем «Література країн Азії та Африки», що діє в Інституті сходознавства Академії наук Азербайджану.
Професорка А. Імангулієва презентувала сходознавство Азербайджану в країнах Близького Сходу та в інших закордонних країнах (Москва, Київ, Полтава, Санкт-Петербург, Галле та ін.).
У сфері науково-організаційної діяльності Аїда Імангулієва приділяла велику увагу підготовці високоспеціалізованих кадрів арабістів.
На кафедрі «арабської філології», яку вона очолювала, під її керівництвом захищено десятки кандидатських дисертацій.
А. Імангулієва була членкинею президії Всесоюзного товариства сходознавців, Всесоюзної координаційної ради досліджень східної літератури та Спілки письменників.
Багато років займалася педагогічною діяльністю, читала лекції з арабської літератури в АДУ.
Для увічнення пам'яті відомої вченої-арабістки Аїди Імангулієвої щороку одному з найуспішніших студентів кафедри сходознавства БДУ присуджується стипендія імені Аїди Імангулієвої.